# Wonocatur
Wonocatur is een bestuurslaag in het regentschap Kediri van de provincie Oost-Java, Indonesië. Wonocatur telt 1520 inwoners (volkstelling 2010).